# Tweede broederoorlog
De Tweede Broederoorlog was volgens de legende, zoals beschreven door Geoffrey of Monmouth, de oorlog om de troon van Brittannië die volgde op de dood van Dunvallo Molmutius, tussen diens zonen Belinus en Brennius.
Er werden vele veldslagen gevochten, totdat vrienden van de twee broers ingrepen en een compromis werd bereikt. Belinus werd koning van Brittannië, waarbij Brennius koning van het noordelijk deel werd. Deze wapenstilstand duurde slechts vijf jaar.
Toen Brennius naar Noorwegen trok en in het huwelijk trad met de dochter van de Noorse koning zonder Belinus te raadplegen, reageerde Belinus met een invasie in het noorden en veroverde de stad. Brennius werd intussen op zijn terugreis aangevallen door de Denen, die Brennius' vrouw zochten. In de zeeslag die daarop volgde viel de grote Noorse vloot uiteen. De Deense koning, die Brennius' vrouw had gevangengenomen, landde in Northumbria voordat Brennius daar aankwam. Belinus wachtte daar zijn broer op, Brennius echter kwam aan land in Alba, en claimde zijn vrouw en al zijn land. Als aan zijn eisen niet zou worden voldaan, zou hij zijn broer bij eerste gelegenheid doden, zo zwoer hij.
Belinus verzamelde alle Britse troepen voor de slag tegen zijn broer, en de legers vochten in de bossen van Calaterium. De strijd was hard, en Belinus versloeg het leger van Brennius. De Noren vluchtten naar hun schepen en deserteerden daarmee uit het leger van Brennius. Brennius slaagde erin een schip te bereiken, en daarmee naar Gallië te vluchten, alwaar zij zich enige tijd verborgen hielden. De slag bij Calaterium had het leven gekost van 15.000 soldaten, en slechts 1000 waren ongedeerd gebleven.
Belinus werd koning van de Britten, en had geen rivaal meer voor de troon. Hij scherpte de Molmutine Laws aan, die door zijn vader waren opgesteld, en heerste rechtvaardig. Brennius, in Gallië, trouwde de dochter van de Hertog van Allobroges, en werd zelf hertog toen zijn schoonvader stierf. Hij sloot verdragen met de andere Gallische koninkrijken, en kon ongehinderd door Gallië reizen. Uiteindelijk bracht Brennius een groot Gallisch leger op de been, en kon zo opnieuw een invasie in Brittannië uitvoeren. Hij trof zijn broer opnieuw in de strijd. Hun moeder overreedde Brennius om vrede te sluiten en de twee broers konden daarna harmonieus heersen over hun rijken.